# Вил
Вил (фр. Wil, итал. Wil) је град у североисточној Швајцарској. Град се налази у оквиру кантона Санкт Гален, где је треће насеље по величини. Град је седиште округа Вил.

## Природне одлике
Вил се налази у североисточном делу Швајцарске. Од најближег већег града, Цириха, град је удаљен 60 км источно.
Рељеф: Вил се налази у долини реке Тур, у делу тока који је бреговито-брдског карактера. Град се налази на приближно 570 метара надморске висине. Јужно од града издижу се Апенцелски Алпи.
Клима: клима у Вилу је умерено континентална.
Воде: град Вил лежи недалеко од реке Тур, веома важне за источну Швајцарску. Међутим, река не протиче кроз насељено место, већ 2-3 км источно од насеља.

## Становништво
2008. године Вил је имао око 17.678 становника. Од тог броја страни држављани чине 25,8%.
Језик: Швајцарски Немци чине традиционално становништво Вила и немачки језик је званични у граду и кантону. Међутим, градско становништво је током протеклих неколико деценија постало веома шаролико, па се на улицама града чују бројни други језици. Тако данас немачки говори 85,1% градског становништва, а прате га албански (4,5%) и италијански језик (3,0%).
Вероисповест: Месни Немци су у 16. веку прихватили протестантизам. Међутим, последњих деценија у граду се знатно повећао удео других вера, посебно римокатолика. Тако су данас римокатолици у већини (53,8%), затим следе протестанти (21,7%), а потом атеисти, муслимани и православци.

## Галерија слика
- Чесма у старом делу Вила
- Вештачко језеро испод града
- Подручје око града Вила
- Старе куће над литицом